# Крікс
Крікс (лат. Crixus) — один із полководців та соратників Спартака, який керував гладіаторським повстанням 73-72 рр. до Р. Х., або, як в англо-американській історіографії його називають Третьою Сервільскою війною (услід за римлянами, з лат. Tertium Bellum Servile, «Третя війна з рабами»). Про життя Крікса нам відомо дуже мало, в основному воно подане короткими фактами, які лиш побіжно згадують Крікса у творах Плутарха, Аппіана, Саллюстія, Тіта Лівія.

## Життя до початку повстання
Народився Крікс в Галлії, згідно з повідомленнями Саллюстія. Через невідомі причини був проданий у рабство, та разом із майбутніми ватажками, лідерами повстання, Спартаком та Еномаєм навчався у гладіаторській школі Лентула Батіата. У 73 році до н. е. разом з близько 70 інших рабів-гладіаторів організував повстання. Згідно з Плутархом, ці раби відразу обрали собі ватажка Спартака, а за Аппіаном, Еномай та Крікс були його помічниками.

## Участь у повстанні під проводом Спартака
Відразу після втечі зі школи, повстанці розташували свій табір на горі вулкану Везувій, де їм вдалося розбити озброєні каральні експедиції преторів Клодія та Веринія, вдавшись до хитростей. Після цього влада рабів поширилась на Кампанію, Апулію, Луканію, Калабрію та Бруттій. Чисельність армії рабів зросла до 70 тис., згідно з даними Аппіана.
У цей час серед повсталих розпочалися суперечки. Причиною цих розбіжностей частина істориків (Моммзен, Друман) пояснюють племінною різницею повсталих і їхніх вождів. Інші (Міцулін) — різнорідністю соціального складу, через те, що кожна соціальна спільнота переслідувала різні цілі повстання. Спартак хотів перейти через Альпи та подарувати всім рабам свободу, тоді як його соратник Крікс (а пізніше і Ганнік з Кастом) вимагав вести війська на Рим та продовжувати війну.
```
«А тим часом селяни-раби, сперечаючись між собою про план дії, ледь не довели справи до заколоту. Крікс і галли того ж племені, а також германці, бажали йти назустріч і самі хотіли почати бій, навпаки, Спартак ... не радив нападати першими» - 
Саллюстій
[
2
]
.
```

Така ситуація повсталих виникла під кінець 73 року до н. е.
У 72 році до н. е. сенат направив на придушення повстання двох консулів — Луція Геллія Попліколу та Гнея Корнелія Лентула.

## Загибель
Тридцятитисячний загін на чолі з Кріксом, відділився від Спартака, та вирушив до Апулії, де був перестрітий армією претора Аррія та консула Геллія біля гори Гаргани. Тіт Лівій зазначає, що під командуванням Крікса було лише 20 тис. рабів-гладіаторів.
```
«Один із них, Геллій, несподіваним нападом знищив загін германців, які через свавілля та пиху відділилися від Спартака» - ось як це коментує Плутарх
[
4
]
.

«Біля гори Гарган розбив Крикса, що командував 30-тисячним загоном. Сам Крикс і дві третини його війська полягли в битві» - Аппіан
[
5
]
.
```

Дійшовши до Альп, армія Спартака в битві при Мутині розбила об'єднані сили двох консулів, після чого було принесено в жертву 300 полонених римлян в пам'ять Крікса.